# یورک سنتر (اوهایو)
یورک سنتر (به انگلیسی: York Center) یک منطقهٔ مسکونی در ایالات متحده آمریکا است که در شهرستان یونیون، اوهایو واقع شده‌است. یورک سنتر ۳۱۵ متر بالاتر از سطح دریا واقع شده‌است.